# Mimosa ephedroides
Mimosa ephedroides är en ärtväxtart som beskrevs av George Bentham. Mimosa ephedroides ingår i släktet mimosor, och familjen ärtväxter. Inga underarter finns listade i Catalogue of Life.